# Calceolaria colquepatana
Calceolaria colquepatana är en toffelblomsväxtart som beskrevs av Francis Whittier Pennell. Calceolaria colquepatana ingår i släktet toffelblommor, och familjen toffelblomsväxter. Inga underarter finns listade i Catalogue of Life.